# Коко-Біч (Флорида)
Ко́ко-Біч (англ. Cocoa Beach) — місто (англ. city) в США, в окрузі Бревард на східному узбережжі штату Флорида. Населення — 11 354 особи (2020). Входить до складу агломерації Палм-Бей-Мелбурн-Тітусвілл.

Коко-Біч і повіт Бривард на мапі Флориди

## Історія
Найперше поселення було засноване на місці майбутнього міста групою звільнених рабів після закінчення громадянської війни в США. Міське керівництво було вибране 5 червня 1925року, тоді ж була зафіксована офіційна назва міста.
Фактично до 1950-х років населення міста не перевищувало 100 чоловік. Активно розвиватися місто почало в період з 1950 по 1960і, у зв'язку з будівництвом 24 км північніше Космічного центру імені Джона Кеннеді. В цей час населення міста збільшилось багаторазово, у місті поселялись, в основному, люди пов'язані з космічною програмою США.
Деякий занепад прийшов в місто в 1975році, коли в США припинила свій розвиток програма Аполлон. Через це в місті різко збільшилось безробіття.

## Географія
Коко-Біч розміщене на східному узбережжі Флориди. Площа міста — 39 км, 12,7 км — суша, а 26,3 км (67,49%) водна поверхня. На сході місто межує з мисом Канаверал.
Коко-Біч розташоване за координатами 28°9′22″ пн. ш. 80°35′57″ зх. д. / 28.15611° пн. ш. 80.59917° зх. д. (28.156056, -80.599258).  За даними Бюро перепису населення США в 2010 році місто мало площу 7,02 км², з яких 5,49 км² — суходіл та 1,53 км² — водойми.

### Клімат
| Клімат : Коко-Біч       | Клімат : Коко-Біч | Клімат : Коко-Біч | Клімат : Коко-Біч | Клімат : Коко-Біч | Клімат : Коко-Біч | Клімат : Коко-Біч | Клімат : Коко-Біч | Клімат : Коко-Біч | Клімат : Коко-Біч | Клімат : Коко-Біч | Клімат : Коко-Біч | Клімат : Коко-Біч | Клімат : Коко-Біч |
| Показник                | Січ.              | Лют.              | Бер.              | Квіт.             | Трав.             | Черв.             | Лип.              | Серп.             | Вер.              | Жовт.             | Лист.             | Груд.             | Рік               |
| Абсолютний максимум, °C | 31,7              | 33,3              | 33,9              | 36,1              | 37,2              | 38,3              | 38,9              | 38,3              | 36,7              | 35,6              | 32,8              | 32,2              | 38,9              |
| Середній максимум, °C   | 21,7              | 23,3              | 25,0              | 27,2              | 30,0              | 31,7              | 32,8              | 32,8              | 31,1              | 28,9              | 26,1              | 22,8              | 27,8              |
| Середній мінімум, °C    | 9,4               | 11,1              | 12,8              | 15,6              | 19,4              | 22,2              | 22,8              | 22,8              | 22,8              | 20,0              | 15,6              | 11,7              | 17,2              |
| Абсолютний мінімум, °C  | −8,3              | −2,8              | −3,9              | 1,7               | 8,3               | 12,8              | 15,6              | 15,6              | 13,9              | 5,0               | −1,1              | −6,1              | −8,3              |
| Норма опадів, мм        | 58                | 67                | 83                | 54                | 84                | 170               | 151               | 195               | 194               | 129               | 73                | 65                | 1323              |
| ----------------------- | ----------------- | ----------------- | ----------------- | ----------------- | ----------------- | ----------------- | ----------------- | ----------------- | ----------------- | ----------------- | ----------------- | ----------------- | ----------------- |
| Джерело: Weather.com    |                   |                   |                   |                   |                   |                   |                   |                   |                   |                   |                   |                   |                   |

## Демографія
Згідно з переписом 2010 року, у місті мешкало 8225 осіб у 3848 домогосподарствах у складі 2324 родин. Густота населення становила 1172 особи/км².  Було 4899 помешкань (698/км²).
Расовий склад населення:
| - 94,7 % — білих - 1,7 % — азіатів - 0,9 % — чорних або афроамериканців - 0,2 % — корінних американців |

До двох чи більше рас належало 1,8 %. Частка іспаномовних становила 4,8 % від усіх жителів.
За віковим діапазоном населення розподілялося таким чином: 15,9 % — особи молодші 18 років, 58,6 % — особи у віці 18—64 років, 25,5 % — особи у віці 65 років та старші. Медіана віку мешканця становила 50,2 року. На 100 осіб жіночої статі у місті припадало 93,2 чоловіків;  на 100 жінок у віці від 18 років та старших — 89,8 чоловіків також старших 18 років.
Середній дохід на одне домашнє господарство  становив 75 794 долари США (медіана — 53 287), а середній дохід на одну сім'ю — 87 546 доларів (медіана — 66 319). Медіана доходів становила 45 988 доларів для чоловіків та 40 918 доларів для жінок. За межею бідності перебувало 12,5 % осіб, у тому числі 19,0 % дітей у віці до 18 років та 5,8 % осіб у віці 65 років та старших.
Цивільне працевлаштоване населення становило 3466 осіб. Основні галузі зайнятості: освіта, охорона здоров'я та соціальна допомога — 21,6 %, роздрібна торгівля — 13,5 %, науковці, спеціалісти, менеджери — 12,9 %, мистецтво, розваги та відпочинок — 12,4 %.

## Галерея
| Пустий пляж у хмарний день | Вітання при в'їзді до міста | Коко-Біч. Серфінгіст |